# Cribrarula gaskoini
Cribrarula gaskoini là một loài ốc biển, là động vật thân mềm chân bụng sống ở biển trong họ Cypraeidae, họ ốc sứ

## Miêu tả
Loài này có kích thước giữa 10 mm và 30 mm

## Phân bố
Loài này phân bố ởdọc theo Hawaii và quần đảo Fiji.